# Cá đĩa thông thường
Cá đĩa xanh (tên khoa học: Symphysodon aequifasciatus) là một loài cá trong họ Cá hoàng đế có nguồn gốc từ các dòng sông của lưu vực sông Amazon, nơi nó thích vùng nước sâu, ẩn mình trong các chùm rễ và trong kẽ đá. Loài cá này phát triển đến chiều dài 13,7 cm (5,4 in). Loài này cũng có thể được tìm thấy trong buôn bán cá cảnh cũng như là như một loài cá thực phẩm quan trọng cho người dân địa phương.